# 기관 (해부학)

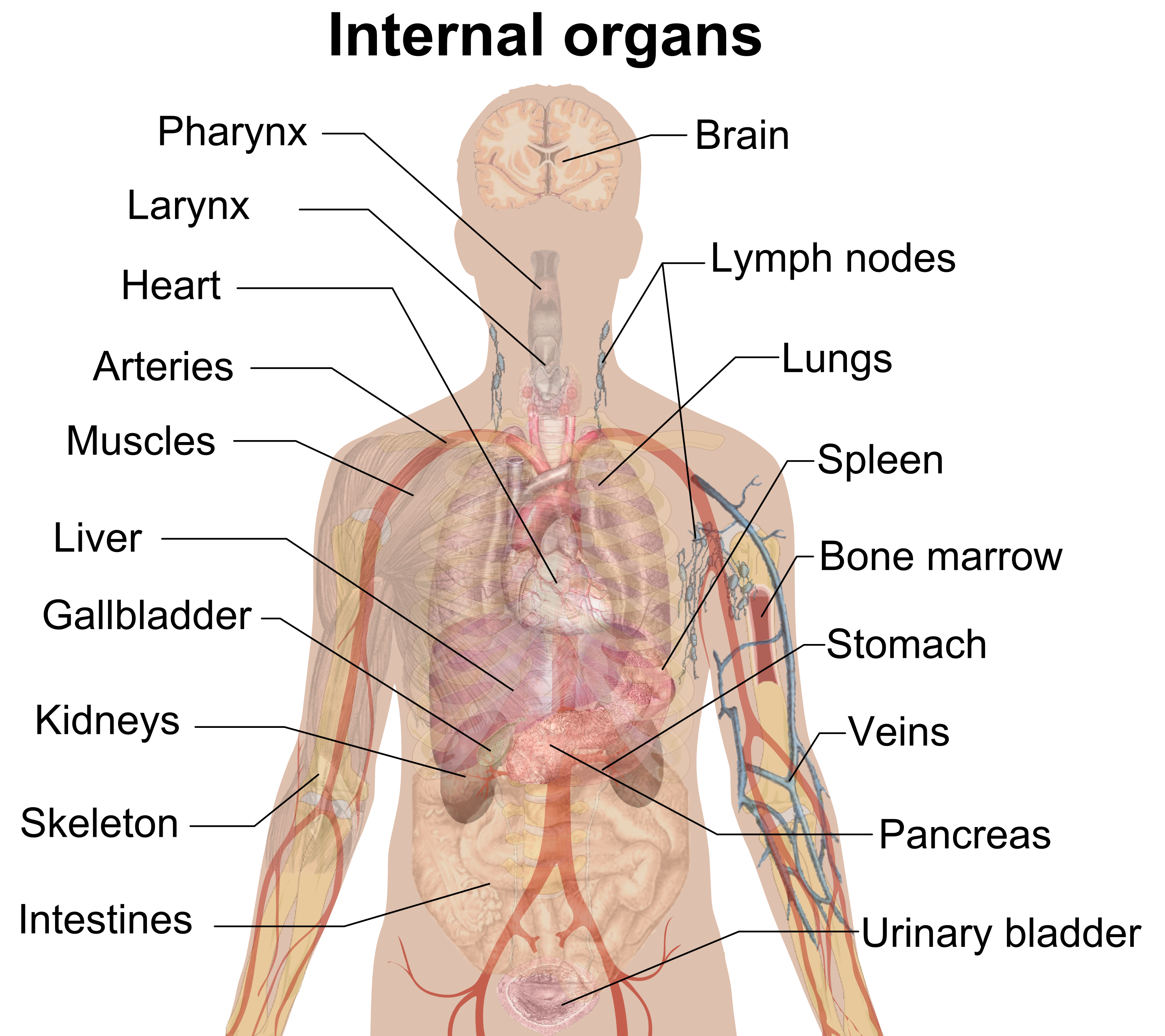

기관(器官, organ)은 다세포생물의 몸을 구성하는 단위로, 여러 가지 조직이 모여 통합된 구조를 형성하고, 특정 기능을 하는 구조를 말한다. 인체에는 위·간·폐·심장·림프절·치아·안구·갑상선·난소·피부·뇌 등 여러 기관이 있다.
동물이나 유배식물에서 보편적으로 찾아볼 수 있으며, 버섯 등 일부 균류도 몸을 몇 개의 기관으로 나눠볼 수 있다.

## 구조
일반적으로 기관을 이루는 조직을 실질(parenchyma)과 버팀질 혹은 간질(stroma)로 크게 구분할 수 있다. 실질은 기관의 고유한 기능을 수행하며, 간질은 실질을 구조적·생리적으로 지지한다. 실질은 상피조직, 간질은 결합조직으로 이루어져 있는 것이 보통이다. 실질과 간질이 배열된 양상에 따라 동물의 기관을 크게 두 가지로 분류할 수 있다.

### 관상기관

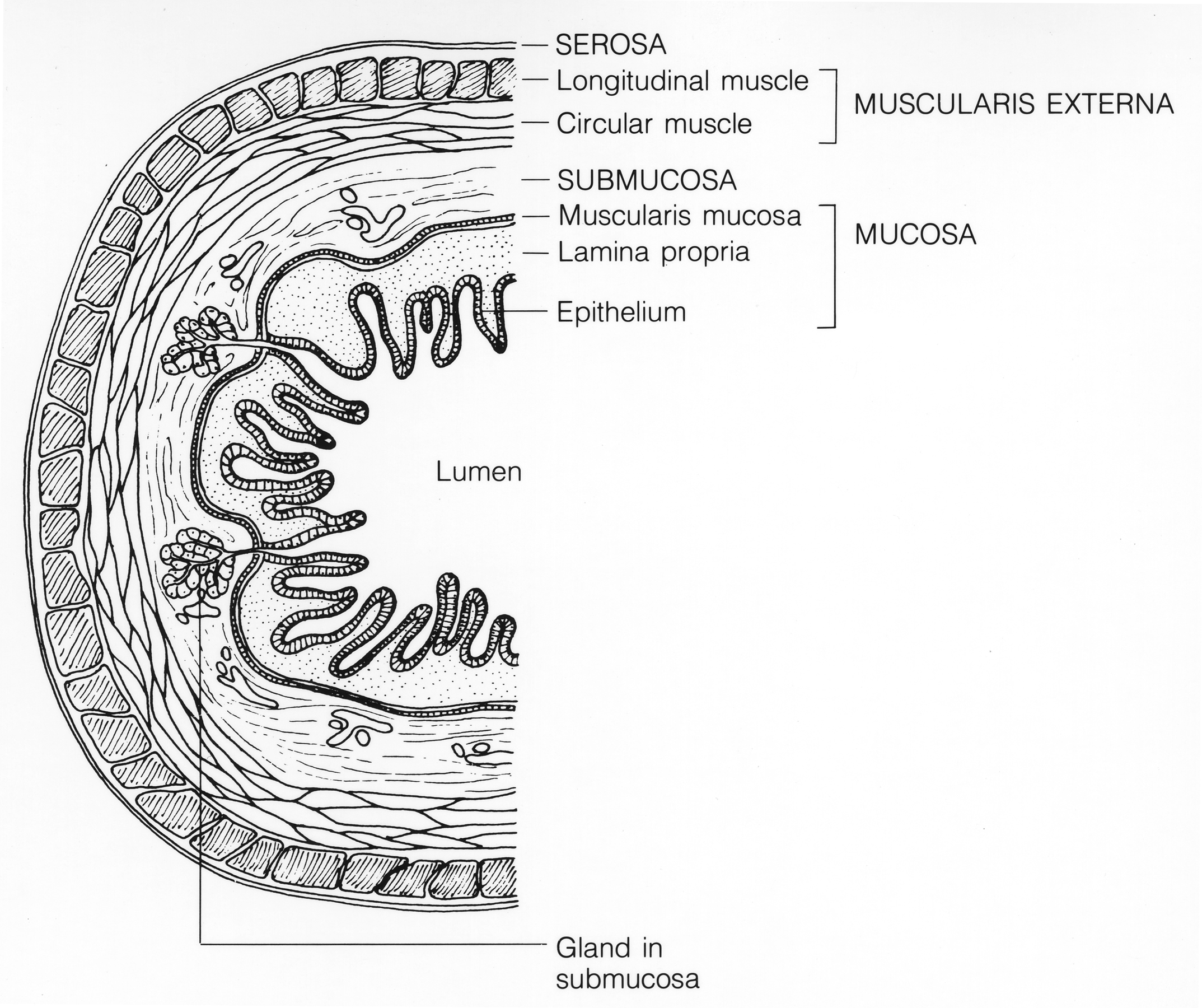
소화관의 층 구조

관상기관(hollow organ, tubular organ)은 한가운데에 내강이 존재하는 기관을 가리킨다. 내강과 맞닿는 상피층이 관상기관의 실질에 해당하며, 결합조직과 근육조직 등이 여러 층으로 배열된 간질이 그 바깥을 둘러싸고 있다.
많은 관상기관은 다음과 같은 층 구조를 갖는다.
1. 점막(mucosa) : 상피층, 고유판(lamina propria), 점막근육판(lamina muscularis mucosae)으로 구성됨
2. 점막밑층(submucosa)
3. 근육층
4. 바깥막(adventitia), 또는 장막(serosa)

상피층의 기저막 바깥에는 결합조직으로 이루어진 고유판이 존재하며, 일부 기관에서는 그 바깥에 점막근육판이 존재한다. 상피층, 고유판, 점막근육판을 통틀어 점막층이라고 부른다. 점막근육판 바깥에 존재하는 결합조직을 점막밑층이라고 하는데, 점막근육판이 존재하지 않는 기관에서는 고유판과 점막밑층이 명확한 구분 없이 이어져 있다. 근육층은 대개 여러 층으로 배열된 평활근으로 이루어져 있는데, 두 개의 층이 존재하는 경우 안쪽 층의 근육은 원형으로, 바깥쪽 층의 근육은 길이 방향으로 배열되어 있는 경우가 흔하다. 인접한 다른 기관이나 구조와 뚜렷한 경계 없이 이어져 있는 관상기관의 최외곽 결합조직을 바깥막이라고 하며, 체강으로 돌출되어 있는 관상기관의 최외곽에 있는 중피(mesothelium)를 장막이라고 한다.
각 층의 상대적 두께는 기관마다 다르며, 위와 같은 층 구조로 이루어지지 않은 관상기관도 존재한다. 예를 들어 혈관은 안쪽부터 내막 혹은 속막(intima), 중막 혹은 중간막(tunica media), 그리고 바깥막으로 이루어져 있으며, 각 층은 평활근이 아니라 탄력섬유 등으로 구성된 탄력막에 의해 서로 구분된다.

### 실질기관
실질기관(solid organ, compact organ, parenchymatous organ)을 이루는 조직은 내강 없이 뚜렷한 덩어리를 형성하고 있다. 실질기관이 경계가 비교적 명확한 덩어리로 존재할 수 있는 까닭은 결합조직으로 이루어진 피막(capsule)이 바깥쪽을 둘러싸고 있기 때문이며, 체강으로 돌출되어 있는 실질기관은 그 바깥의 장막에 의해 추가적으로 덮여 있는 경우도 있다. 피막으로부터 기관 안쪽으로 중격(septa)이나 잔기둥(trabecula)과 같은 결합조직 다발이 뻗어 나와 실질을 여러 소엽(lobule)으로 나누기도 한다. 이 밖에도 세포외기질이나 혈관 등 간질에 속하는 다양한 구조가 실질을 지지하는 광범위한 틀을 이룬다. 실질기관에 혈액을 공급하는 세동맥 및 모세혈관들은 대개 문(hilus)이라고 불리는 특정한 위치를 통해 기관으로 유입되는 하나의 동맥으로부터 분지하며, 중격 및 잔기둥을 따라 주행하는 경우가 많다.
실질기관의 실질이 배열되어 있는 방식은 기관에 따라 다양하다. 많은 내분비샘의 실질은 덩어리 형태로 배열되어 있으며, 콩팥의 실질은 관 모양을 이룬다. 간의 실질은 끈이 뻗어나가는 듯한 모양으로 배열되어 있다. 이러한 배열 방식이 기관 전체에서 균일하게 나타나는 경우도 있고, 부위에 따라 다르게 나타나서 겉질(cortex)과 속질(medulla)이 구분되는 경우도 있다.

## 기관과 조직
조직과 기관을 같은 명칭으로 부르는 경우가 있다. 그런 경우에는 전후 관계에서 조직을 가리키는지 기관을 가리키는지를 구별해야 한다. 이와 같은 예는 뼈와 근육이 있다.
조직으로서의 뼈는 골세포·골질·교원 섬유로 이루어진 부정형 소재인데, 기관으로서의 뼈는 골조직이 어떤 일정한 형태로 배열되고, 그 속에 혈관이나 자율 신경이 들어가 골수를 형성하며, 바깥쪽은 골막이 에워싸고 있는데 여기에 지각 세포가 분포한다. 그리고 관절면에는 반드시 연골이 존재한다. 이 같은 전체를 기관으로서의 뼈라고 한다.
조직으로서의 근육은 단지 각종 근섬유 덩어리를 가리키지만 기관으로서의 근육은 근섬유가 일정한 배열을 나타내고, 이것을 결합 조직이 하나로 묶는다. 근육의 양끝에는 이들이 점차 힘줄로 이행하여 근두(筋頭)나 근미(筋尾)가 된다. 근섬유에는 이것을 지배하는 신경이 결합되어 있다. 그리고 근막(筋膜)·건초·활액낭(滑液囊)·종자골(種子骨) 등의 부속 기관을 수반하는 경우가 있다. 이 전체를 기관으로서의 근육이라 한다.
이런 기관을 이루는 조직들의 관계로 보아 하나의 기관을 이루는 조직들은 모양과 기능이 다르다는 것을 알 수 있다.

## 동물의 기관계
몇 개의 기관이 일정한 계열을 이루어 집합하여 일련의 기능을 수행할 때 그 전체를 기관계라 한다.
- 순환 기관
- 소화 기관
- 내분비 기관
- 면역 기관
- 외피 기관
- 림프 기관
- 운동 기관
- 신경 기관
- 생식 기관
- 호흡 기관
- 골격 기관
- 비뇨 기관

## 같이 보기
- 기관 (기도)